# Пляж Тереситас
Тереситас — пляж длиной около 1,3 км рядом с городом Санта-Крус-де-Тенерифе, острова Тенерифе (Канарские острова, Испания).
С конца 1960-х годов на него баржами завозили жёлтый песок из африканской Сахары взамен местного черного вулканического происхождения. Защищён каменными волнорезами. Это один из самых популярных пляжей на архипелаге.